# 金瓦爾 (加利福尼亞州)
金瓦爾（英語：Kingvale）是位於美國加利福尼亞州內華達縣的一個人口普查指定地區。

## 地理
金瓦爾的座標為39°19′16″N 120°25′40″W / 39.32111°N 120.42778°W，而該地最高點為海拔高度1865米（即6118英尺）。

## 人口
根據2010年美國人口普查的數據，金瓦爾的面積為2.512平方千米，當中陸地面積為2.490平方千米，而水域面積為0.022平方千米。當地共有人口143人，而人口密度為每平方千米56人。